# Adolfo Bueno Perales
Adolfo Bueno Perales (Zaragoza, 1932. szeptember 16. – 2021. augusztus 6.) spanyol nemzetközi labdarúgó-játékvezető.

## Pályafutása

### Nemzeti játékvezetés
Játékvezetésből 1949-ben Zaragozában, az aragóniai Colegio Aragonés de Árbitros de Fútbol játékvezetői között vizsgázott. Vizsgáját követően a Zaragozai Labdarúgó-szövetség által üzemeltetett labdarúgó bajnokságokban kezdte sportszolgálatát. A Spanyol labdarúgó-szövetség Játékvezető Bizottságának (JB) minősítésével 1958-tól a Liga Adelante, 1961-től a Primera División játékvezetője. Küldési gyakorlat szerint rendszeres partbírói szolgálatot is végzett. A nemzeti játékvezetéstől 1974-ben egészségi okok miatt visszavonult. Liga Adelante mérkőzéseinek száma: 31. Primera División mérkőzéseinek száma:  118.
| Időpont           | Helyszín                              | Mérkőzés típusa                   | Mérkőzés                        | Eredmény |
| ----------------- | ------------------------------------- | --------------------------------- | ------------------------------- | -------- |
| 1961. november 1. | Manuel Martínez Valero Stadion, Elche | első Primera División mérkőzése   | Elche CF–Racing de Santander    | 2 – 1    |
| 1974. április 28. | Vicente Calderón Stadion, Madrid      | utolsó Primera División mérkőzése | Atlético de Madrid–FC Barcelona | 2 – 0    |

### Nemzetközi játékvezetés
A Spanyol labdarúgó-szövetség JB  terjesztette fel nemzetközi játékvezetőnek, a Nemzetközi Labdarúgó-szövetség (FIFA) 1964-től tartotta nyilván bírói keretében. A FIFA JB központi nyelvei közül a spanyolt beszéli. Több nemzetek közötti válogatott, valamint Vásárvárosok kupája klubmérkőzést vezetett, vagy működő társának partbíróként segített. A spanyol nemzetközi játékvezetők rangsorában, a világbajnokság-Európa-bajnokság sorrendjében többedmagával a 34. helyet foglalja el 1 találkozó szolgálatával. A  nemzetközi játékvezetéstől 1970-ben búcsúzott. Nemzetközi mérkőzéseinek száma: 20. Válogatott mérkőzéseinek száma: 8.

#### Labdarúgó-világbajnokság
Az 1966-os labdarúgó-világbajnokságon a FIFA JB játékvezetőként alkalmazta. Selejtező mérkőzésen az UEFA zónában tevékenykedett.
| Időpont        | Helyszín               | Mérkőzés típusa           | Mérkőzés      | Eredmény |
| -------------- | ---------------------- | ------------------------- | ------------- | -------- |
| 1965. május 2. | Központi Stadion, Genf | előselejtező (5. csoport) | Svájc–Albánia | 1 – 0    |

#### Nemzetközi kupamérkőzések
Vezetett kupadöntők száma: 1.

##### Vásárvárosok kupája
A tornasorozat 15. döntőjének – az első spanyol – bírója.
| Időpont             | Helyszín                  | Mérkőzés típusa     | Mérkőzés                          | Eredmény | Nézők száma |
| ------------------- | ------------------------- | ------------------- | --------------------------------- | -------- | ----------- |
| 1967. augusztus 30. | Makszimir Stadion, Zágráb | döntő első mérkőzés | GNK Dinamo Zagreb–Leeds United FC | 2 – 0    | 32 000      |